# Angelina Johnson
Angelina Johnson este un personaj fictiv din seria de cărți Harry Potter scrise de J. K. Rowling. Rolul Angelinei Johnson a fost jucat de actrița Tiana Benjamin.

## Descriere
Angelina este o negresă din Africa, mai mare cu doi ani decât Harry. Scopul principal (după părerea ei) la Hogwarts era să joace în echipa de vâjhaț. În anul 5 (sezonul din anul 4 fiind anulat pentru Turnirul Trivrăjitor), Angelina a preluat conducerea echipei de vâjthaț a Cercetașilor, înlocuindu-l pe Oliver Baston, care terminase cursurile la Hogwarts cu doi ani mai devreme. Angelina e foarte supărată pe Harry când în timpul antrenamentelor de vâjthaț Harry e în detenție, și e și mai supărată când, din cauza unui atac nebunesc asupra lui Draco Reacredință, le-a fost interzis, atât lui Harry cât și lui Fred și George Weasley, să mai joace vâjthaț toată viața.